# Istruzioni per essere normali
Istruzioni per essere normali è un libro scritto dallo psichiatra Vittorino Andreoli, pubblicato nella sua prima edizione durante l'anno 1999.
Il noto ricercatore esplora la "zona grigia" presente a metà strada tra la normalità e la follia, analizzando le piccole follie della vita quotidiana, insegnando a non reprimere le emozioni e le sensazioni profonde che la società post-industriale sottovaluta. Secondo l'opinione di Andreoli, la normalità non è tanto l'adattamento conformista e passivo, quanto uno stato di attività e di partecipazione alla vita che consenta all'individuo di divenire protagonista della sua esistenza.
Il libro inizia ripercorrendo l'evoluzione della nozione di follia avvenuta durante le varie epoche storiche, dalla visione del mondo classico in cui è associata alla sfera sacra, a quella medioevale in cui si coniuga all'ambito demoniaco e infine a quella ottocentesca in cui prevale il concetto di "macchina umana rotta", che segna l'inizio della psichiatria moderna.
Andreoli presenta al lettore un'importante corrente psichiatrica europea chiamata fenomenologia, derivata parzialmente dalle idee cinquecentesche di Erasmo da Rotterdam, tendenti a riconoscere una diversità e a rispettarla. L'autore inserisce la follia all'interno della antropologia ed elenca i fattori che compongono la malattia, da quello biologico a quello relazionale e ambientale. La tematica sviscerata nelle pagine seguenti è la dicotomia mente-corpo, che consente all'autore di introdurre le recenti scoperte della plasticità del cervello, della distinzione dell'encefalo in due parti: una determinata e una strutturata a seconda degli stimoli esperienziali.
Il concetto di relazione diventa l'argomento topico di analisi da parte di Andreoli, che ricorda come la fenomenologia e la psicoanalisi, abbiano rivalutato la tematica. La relazione chiama in causa i sistemi di adattamento, che l'autore identifica nell'ansia, nella paura, nella felicità e nell'attaccamento.
Tra i sistemi di disadattamento, invece, Andreoli descrive le varie fasi della schizofrenia, a cominciare dal dolore e dalle reinterpretazioni della realtà, proseguendo con i deliri e terminando con le dissociazioni e l'alienazione tranquilla. Un secondo sistema di disadattamento è costituito dai processi di fuga, da quelli depressivi, alla morte psicologia e sociale e al vissuto di colpa. Il terzo sistema di disadattamento, Andreoli lo chiama "minimalismo esistenziale", ossia la vita al minimo, costituito dal ritualismo, dalla coazione a ripetere e dalla colpa. Il quarto sistema è la maniacalità, che si fonda sul potere e sul delirio di onnipotenza.
Il libro si conclude con la presentazione delle possibili terapie, da quelle farmacologiche a quelle di supporto psicoterapico.

## Edizioni
- Vittorino Andreoli, Istruzioni per essere normali, Rizzoli, 1999,  pp.177, cap.4.